# Rauch
Раух је аустријска компанија пића са седиштем у Ранквајлу. Основана је 1919. године.
Бренд Раух је посебно познат по производњи сокова. Компанија извози производе у око 100 земаља, а нуди и услуге производње приватних етикета као што је Браво, који се продаје широм бивше Југославије и Албаније.